# Mog Grudd
Mog Grudd, född 4 oktober 1969, är en svensk dokumentärfilmare, programledare, djurrättsaktivist och TV-producent. 
Han har varit verksam inom dans, musik, film och TV sedan 1990-talets början, och har bl.a. medverkat i Ingmar Bergman-pjäser på Dramaten, dansat i After Dark och på operan och sjungit i Romeo & Juliakören. 
1995 började Mog Grudd jobba med rehabilitering av vilda djur och startade flera rehabiliteringscenter, bland annat Djurens ö.
Mog Grudd har filmat och producerat fyra säsonger av TV-serien Djurens ö och producerat serien Djurskyddarna för TV4.
Han har också klippt ett stort antal dokumentärer och serier för TV sedan början av 2000-talet.

## Filmografi
- 1991 – Osynlig närvaro (TV-serie)
- 1996 – Grattis, det är måndag